# Oppède
Oppède é uma comuna francesa na região administrativa da Provença-Alpes-Costa Azul, no departamento de Vaucluse. Estende-se por uma área de 24.1 km². Em 2010 a comuna tinha 1 331 habitantes (densidade: 55,2 hab./km²).